# One Shot '80 Volume 19
One Shot '80 Volume 19 è la diciannovesima raccolta di canzoni degli anni '80, pubblicata in Italia dalla Universal su CD (catalogo 007 5 30409 9) e cassetta nel 2007, appartenente alla serie One Shot '80 della collana One Shot.

## Tracce
Il primo è l'anno di pubblicazione del singolo, il secondo quello dell'album; altrimenti coincidono. 
1. Bandolero – Paris Latino – 4:11 (testo: Juan José Perez – musica: Carlos Perez) – 1983
2. Mike Oldfield – Foreign Affair – 3:54 (testo: Mike Oldfield, Maggie Reilly – musica: Mike Oldfield) – 1983
3. Doctor & the Medics – Spirit in the Sky – 3:28 (Norman Greenbaum) – 1986
4. The Belle Stars – Iko Iko – 2:58 (Rosa Lee Hawkins, Joan Marie Johnson, Jessie Thomas, Sharon Jones) – 1982, 1983
5. Chaka Khan – I Feel for You (album version) – 5:47 (Prince) – 1984
6. Corey Hart – Sunglasses at Night (single version) – 3:55 (Corey Hart) – 1984
7. Samantha Fox – Nothing's Gonna Stop Me Now – 3:45 (Mike Stock, Matt Aitken, Pete Waterman) – 1987
8. Keith Marshall – Only Crying – 4:13 (Keith Marshall) – 1981
9. Animotion – Obsession (single version) – 3:54 (Holly Knight, Michael Des Barres) – 1984, 1985
10. Jody Watley – Looking for a New Love (single version) – 4:01 (Jody Watley, André Cymone) – 1987
11. Elizabeth G. Daily – Say It, Say It – 4:37 (Stephen Bray, Antoniette Colandreo, Elizabeth Daily) – 1985
12. Yello – Vicious Games – 4:20 (testo: Dieter Meier – musica: Boris Blank) – 1985
13. Mel and Kim – Showing Out (Get Fresh at the Weekend) (single version) – 3:33 (Mike Stock, Matt Aitken, Pete Waterman) – 1986, 1987
14. ABC – Be Near Me – 3:39 (Martin Fry, Mark White) – 1985
15. Ashford & Simpson – Solid (album version) – 5:08 (Nickolas Ashford, Valerie Simpson) – 1984
16. Act – Snobbery and Decay (album version) – 5:03 (testo: Claudia Brücken – musica: Thomas Leer) – 1987, 1988
17. 'Til Tuesday – What About Love – 3:58 (Aimee Mann) – 1986
18. Art of Noise – Moments in Love – 4:37 (Anne Dudley, Trevor Horn, Jonathan Jeczalik, Gary Langan, Paul Morley) – 1985, 1984